# ليه بارتون
ليه بارتون (بالإنجليزية: Les Barton)‏ (20 مارس 1920 بروتشديل في المملكة المتحدة - 2002 في المملكة المتحدة) هو لاعب كرة قدم بريطاني (وحمل سابقاً جنسية المملكة المتحدة لبريطانيا العظمى وأيرلندا) في مركز الدفاع. لعب مع بولتون واندررز ونادي لينفيلد وNew Brighton A.F.C. ‏.